# Говганес Карматанянц
Карматанянц Говганес (Іван Муратович, Іван (Ян) Керемович, Іван (Ян) Карматенц; бл. 1590, Львів — 1624, там само) — вірменський друкар зі Львова.

## Життєпис
Його батько купець Мурат († 1600) переїхав до Львова у 1580-х роках з міста Бітліс біля озера Ван.
Говганес Карматанянц мав брата Симеона, сестру Анні. Разом з мамою Анні вони успадкували по батькові кам'яницю на вулиці Вірменській.
Був священиком, займався переписуванням книжок.
У 1615 році організував друкарню, шрифти для якої, імовірно, виготовили вірменські золотарі. Це була шоста у світі вірменська друкарня після Венеції (1511), Парижу (1538), Падуї (1539), Стамбулу (1567), Риму (1584).
Надрукував вірменською мовою 480-сторінковий «Псалтир Давида» (вірм. «Саґмос і Давит») (9 березня − 25 грудня 1616), «Лікарський посібник» (вірм. «Башкаран») та 168-сторінковий «Молитовник» (вірм. «Альґішбітікій») (9-30 березня 1618; єдине у світі друковане видання вірмено-кипчацькою мовою. Надруковані книги не покрили боргів і на 1622 Говганес мешкав на Краківському передмісті у юридиці Івана Хрестителя.
Помер, імовірно, під час епідемії.